# Cécile Douard

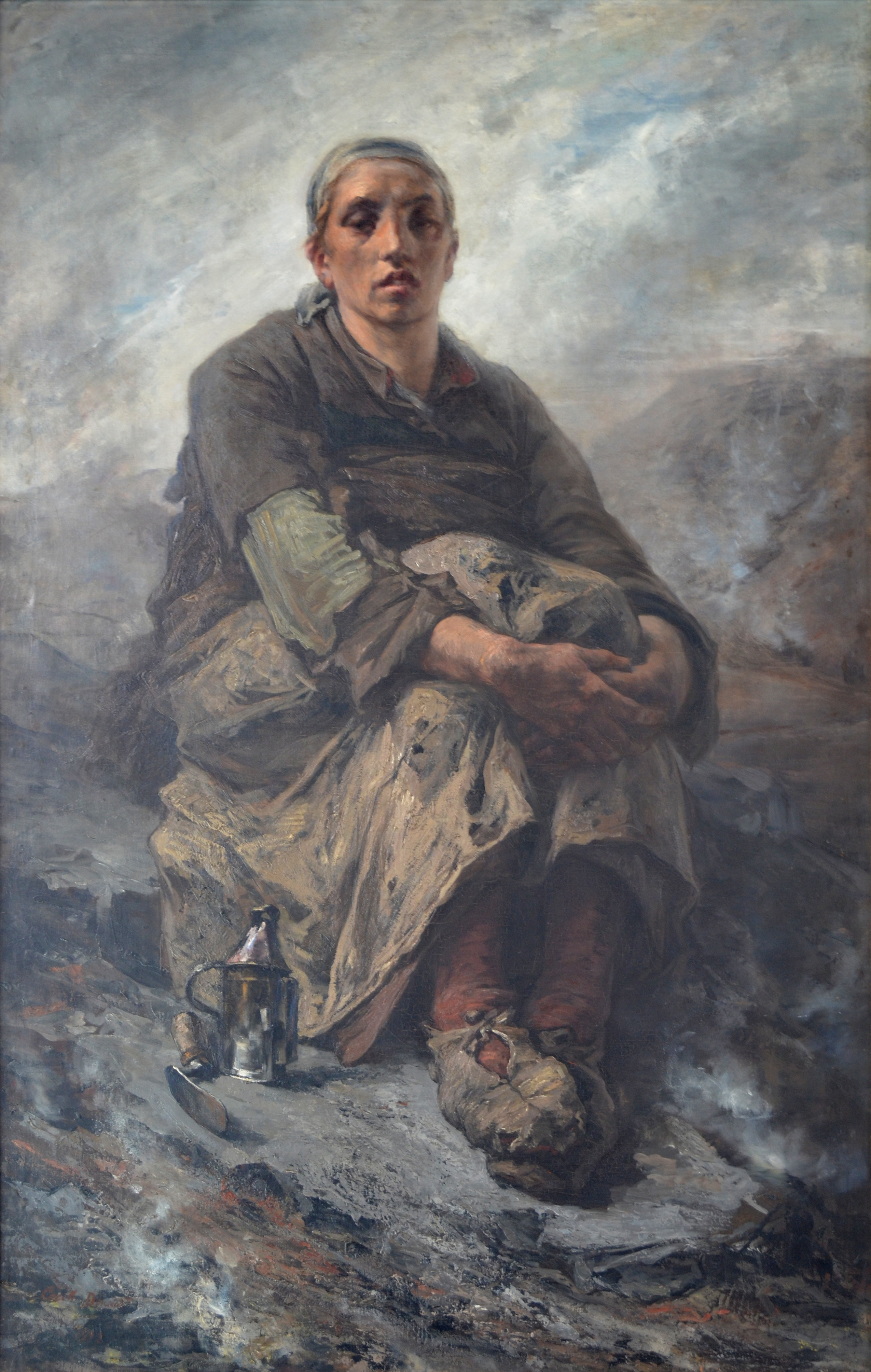
La hiercheuse (1896)

Cécile Douard, (Rouen (Frankrijk), 29 december 1866 - Brussel, 14 januari 1941), geboren als Cécile-Marie Leseine was een Belgisch tekenares, kunstschilder, graficus, beeldhouwster, schrijfster en filantrope.

## Biografie
Haar vader, Amédée Leseine, was theaterregisseur, haar moeder, Eugénie Herlemont, pianiste. In 1870 vestigde het gezin zich in Brugge waar Amédée het stadstheater leidde. In augustus 1870 verliet Eugénie haar man en nam haar driejarige dochter mee. Eugénie Herlemont hertrouwde met Édouard Serf, bekend als Douard, van wie Cécile het pseudoniem overnam. Met tussenpozen woonde de familie in Mons tot ze zich er permanent vestigde. Cécile Douard bezocht de avant-garde school van Isabelle Gatti de Gamond in Brussel en die van Marie Popelin in Mons. Ze begon haar opleiding als kunstenaar in Mons bij Auguste Danse die haar tekenlessen gaf. In Brussel begeleidde Jean-François Portaels haar opleiding die haar voordroeg aan de schilder Antoine Bourlard, directeur van de Academie voor Schone Kunsten van Mons. Aangezien in de academies tot 1911 geen vrouwen werden toegelaten, aanvaardde Antoine Bourlard de taak Cécile op te leiden als vrije student van 1883 tot 1886. In 1888 zorgde de nalatenschap van haar vader ervoor dat Cécile haar eigen atelier kon bouwen naast dat van Bourlard.

## Werken
Cécile Douard kende de Borinage goed en beeldde in haar werk het harde leven van de mijnwerkers, hun vrouwen en kinderen uit. Vanaf 1883, drie jaar na het vertrek van Vincent van Gogh, tekende en schilderde ze in Cuesmes, Flénu, Jemappes en elders. Ze maakte spontane schetsen in de kolenmijnen en bewerkte deze in haar olieverfschilderijen, houtskool, potloodtekeningen en gravures. Haar schilderstijl, met zijn rigoureus realisme, getuigt van de omstandigheden van de arbeidersklasse in de Borinage op het einde van de 19de eeuw en in het bijzonder van het lot van de vrouwen. Voor de kost gaf ze tekenlessen aan jonge meisjes uit gegoede gezinnen en maakte ze portretten van persoonlijkheden en hun familie uit Mons. 

## Geleidelijk verlies gezichtsvermogen
Tijdens een overstroming van de Trouille, in 1892, kwam haar atelier onder water te staan. Terwijl ze probeerde haar materialen te redden, kwam ze zwaar ten val met ernstige gevolgen. Ondanks de vele operaties bleef een oog onbruikbaar en vanaf 1898 verloor ze geleidelijk aan het zicht. In 1898 voltooide ze haar laatste schilderij, Terril, en maakte ze een schets voor haar volgende schilderij, dat nooit werd voltooid: Vers la lumière. Douard werd volledig blind in 1899, het jaar waarin Antoine Bourlard stierf, en begon brailleschrift te leren. Ze wijdde zich eveneens aan de studie van viool en werd bekroond met een Eerste Prijs aan het Koninklijk Conservatorium van Mons. Ze legde zich ook toe op modelbouw en beeldhouwkunst en gaf les over Franse literatuur, Engels en kunstgeschiedenis. In 1904 verliet Cécile Mons voor Brussel en begon te schrijven, met name autobiografische werken. In 1921 publiceerde ze Impressions d'une seconde de vie en in 1929 Paysages indistincts.

## Brailleliga
Begin 1920 zette Cécile Douard zich actief in bij de Brailleliga, die in 1922 werd opgericht als een vereniging zonder winstoogmerk. Ze was voorzitter van 1926 tot 1937 en droeg zo in grote mate bij tot de reputatie van deze instelling in België en in het buitenland. Daar ontmoette ze de vrijwilliger en jonge kunstenaar Germaine Rimbout waarmee ze vele reizen maakte. De laatste naar Brugge in 1939 net voor het uitbreken van de Tweede Wereldoorlog. In de winter van 1940-1941 ging de gezondheid van Douard achteruit. Ze overleed op 14 november 1941.

"J’ai fléchi l’hostilité des ténèbres ; elles ne se dressent plus comme un mur devant mon visage ou plutôt comme un personnage imperturbable qui se serait introduit entre la nature et moi. Aujourd’hui je cause avec ma nuit comme avec une vieille compagne qui avait beaucoup à m’apprendre"

Vrij vertaald: "Ik heb de vijandigheid van de duisternis omgebogen; ze staat niet meer als een muur voor mijn gezicht, of liever gezegd als een onverstoorbaar personage dat tussen de natuur en mij is gekomen. Vandaag praat ik met mijn nacht als met een oude metgezel die me veel te leren had."

## Oeuvre
Haar werken zijn te vinden in de Artoteek van Mons in de provincie Henegouwen, het Museum voor Schone Kunsten in Brussel en het Museum voor Schone Kunsten in Luik. De werken zijn ook opgenomen in de fotobibliotheek van het Koninklijk Instituut voor het Kunstpatrimonium.
Cécile Douard publiceerde verschillende boeken:
- Impressions d'une seconde vie, Éditions Robert Sand, 1921
- Paysages indistincts, 1929

- Bibliothèque nationale de France: cb14973052p (data)
- Gemeinsame Normdatei: 1204235473
- RKD-Nederlands Instituut voor Kunstgeschiedenis: 23987
- Système universitaire de documentation: 237714876
- Union List of Artist Names: 500086314
- Virtual International Authority File: 306063655